# Balakirewo
Balakirewo (russisch Бала́кирево, wiss. Transliteration Balakirevo) ist eine Siedlung städtischen Typs in der Oblast Wladimir (Russland). Sie hat 10.076 Einwohner (Stand 14. Oktober 2010) und gehört zum Rajon (Landkreis) Alexandrow. Dessen Verwaltungszentrum Alexandrow befindet sich rund 20 km südwestlich und die Gebietshauptstadt Wladimir 189 km südöstlich von Balakirewo.

## Geschichte

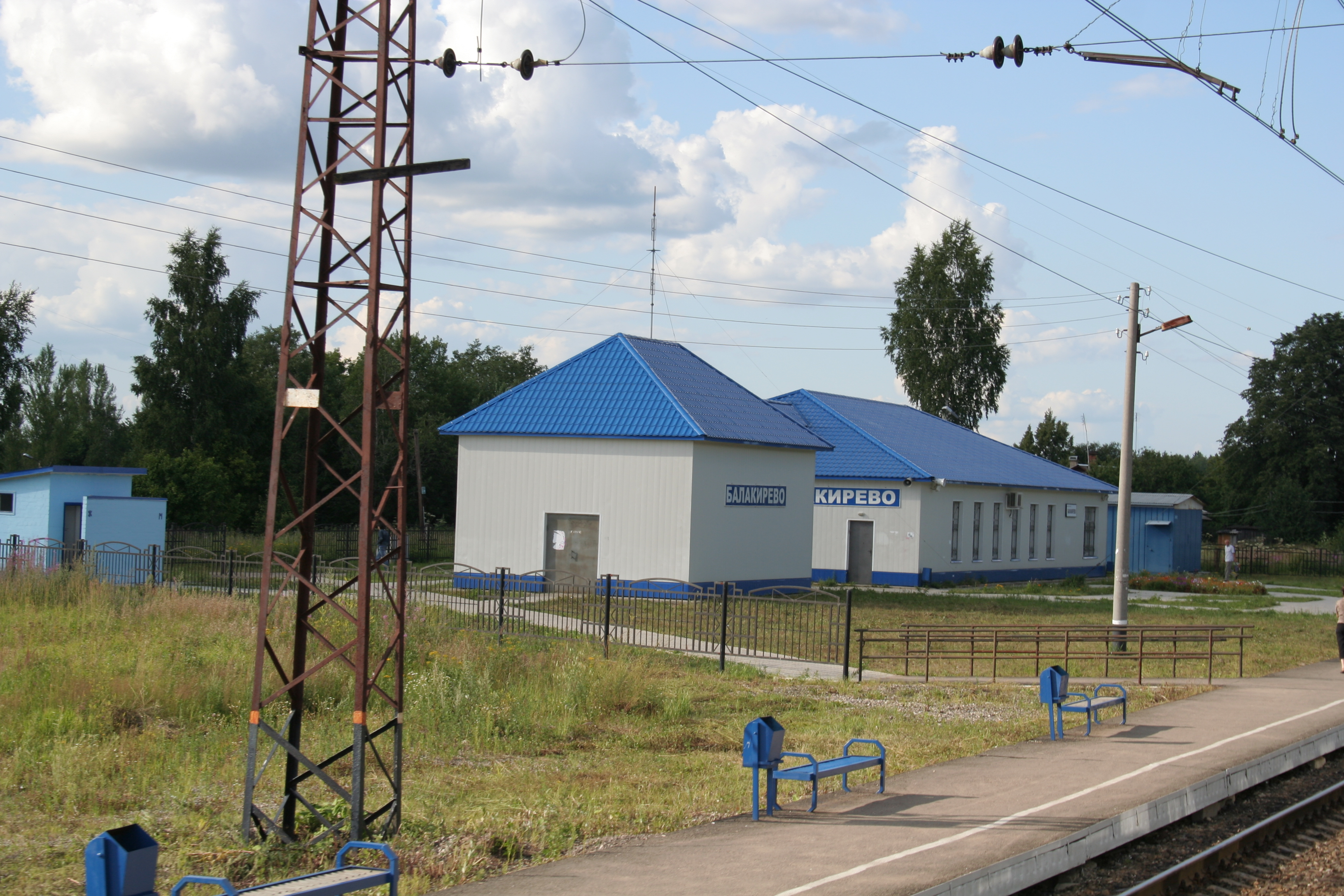
Bahnhof Balakirewo

Der Ort wurde als kleines Dorf um 1715 erwähnt und erhielt seinen Namen wahrscheinlich nach dem Erstbesitzer Iwan Balakirew. Danach gehörte das Anwesen einige Jahre lang einem Geheimsekretär von Zar Peter I.
Größere Bedeutung erlangte die Ortschaft erst ab dem Jahr 1870, als durch sie die Teilstrecke Moskau–Jaroslawl der späteren Transsibirischen Eisenbahn verlegt wurde. Es wurde ein Bahnhof errichtet und in dessen Nähe entstanden ab dem frühen 20. Jahrhundert Wohnviertel nach kleinstädtischem Vorbild.
1977 erhielt Balakirewo den Status einer Siedlung städtischen Typs. In den 1980er-Jahren betrug die Bevölkerungszahl des Ortes erstmals zeitweise über 10.000 Einwohner, wie auch heute wieder, nachdem sie im Laufe der 1990er-Jahre zurückgegangen war.

### Bevölkerungsentwicklung
| Jahr | Einwohner |
| ---- | --------- |
| 1979 | 4.167     |
| 1989 | 9.470     |
| 2002 | 9.141     |
| 2010 | 10.076    |

Anmerkung: Volkszählungsdaten

## Wirtschaft und Verkehr
In Balakirewo ist unter anderem seit 1970 ein Maschinenbaubetrieb (Mechanikwerke Balakirewo, russ. Балакиревский механический завод) ansässig. Außerdem gibt es rund ein Dutzend kleinere Industriebetriebe, z. B. ein Kabelwerk, eine Röhren- und eine Armaturfabrik.
Der Bahnhof Balakirewo an der Transsibirischen Eisenbahn dient als Regionalbahnhof für Züge aus und in Richtung Alexandrow einerseits sowie Rostow und Jaroslawl andererseits. Täglich verkehren auch vier Zugpaare direkt zum Jaroslawler Bahnhof in Moskau.

## Söhne und Töchter von Balakirewo
- Anna Schtschukina (* 1987), russische Eishockeyspielerin